# Споразумение относно свързаните с търговията аспекти на правата на интелектуалната собственост
Съгласно Споразумението за търговските аспекти на интелектуалната собственост, съкратено ТРИПС, държавите трябва да въведат вътрешни мерки за граничен контрол върху тези обекти, които са произведени в държавата или са внесени в нея, при които има нарушение на правото на търговска марка.

## Правно основание
Споразумението относно свързаните с търговията аспекти на правата на интелектуалната собственост (ТРИПС) е добавено в края на Уругвайския кръг преговори на Световната търговска организация (дотогава още Общо споразумение за митата и търговията, ГАТТ). Включването му в работната програма през 1994 г. е резултат от интензивно лобиране от страна на Съединените щати, Европейския съюз, Япония и други индустриални държави. Допълнителна тежест при претеглянето на положителните и отрицателните страни и в крайна сметка на приемането на ТРИПС имат и едностранните мерки за насърчаване спазването на правата на интелектуалната собственост на Европейския съюз и Съединените щати, наложено като изискване за включването в Общата система за преференции и респективно т.нар „Списък 301“.
На свой ред американската стратегия за обвързване на търговските мерки с мерките за закрила на правата на интелектуалната собственост води началото си от 80-те години на ХХ век, когато фармацевтичната компания Пфайзър обедини усилията на други 12 американски международни корпорации и създава „Комитет по право на интелектуалната собственост“. Този Комитет успява чрез интензивно лобиране да превърне тази тема във водеща за американската търговска политика. Причината за нейния успех е подкрепата от страна на големите производители на продукти, носители на интелектуална собственост като Европейския съюз и Япония. В скоро време се очаква и включването на Китай в „клуба“ на големите производители.

## Основни принципи
След приемането на споразумението за създаването на Световната търговска организация и превръщането на ГАТТ в СТО, ТРИПС се превръща в необходимо минимално изискване за допускане до членство. Всички страни по споразумението за СТО са също и страни по ТРИПС. Нещо повече, за разлика от останалите споразумения по опазване правата на интелектуалната собственост, ТРИПС разполага с механизъм за решаване на спорове, аналогично с другите споразумения от Уругвайския раунд – ГАТТ и ГАТС. Механизмът за уреждане на спорове на ТРИПС предвижда възможност да бъдат налагани санкции на държавите, които не спазват високите стандарти, посочени в Споразумението.
Аналогично с ГАТС, ТРИПС предоставя на авторите на интелектуална собственост правото да се ползват от третиране най-облагодетелствана нация и да получават от страните по Споразумението национално третиране.

## Ключови разпоредби
ТРИПС изисква от страните по него да предоставят силна защита на правата на интелектуалната собственост, като например:
- Срокът на закрила може да надхвърля 50 години след смъртта на автора (независимо от това, филмите и фотографските материали разполагат с определени, по-кратки срокове: съответно 50 и 25 години);
- Правото на защита се предоставя автоматично и безусловно, като не се изисква формалната регистрация на продукта или удължаването действието на защитата;
- Компютърните програми се приравняват по статут на „литературни произведения“ в авторското право и получават същото третиране и защита;
- Националните ограничения или изключения (като например т.нар fair use в Съединените щати) се ограничава значително;
- Патентите се простират върху „всички области на техниката“, независимо от това дали защитата правата на интелектуалната собственост съвпадат с обществения интерес;
- Изключенията в патентното право трябва да бъдат ограничени по възможност най-близо до разпоредбите относно защитата на авторското право;

Много от разпоредбите на ТРИПС са взети от Бернската конвенция за закрила на литературните и художествените произведения, а частите, посветени на запазените марки и патентите са привнесени от Парижката конвенция за закрила на индустриалната собственост.

## Полемика около ТРИПС
От влизането в сила на ТРИПС, Споразумението се натъква на нарастваща критика от страна на развиващите се държави, университетски преподаватели и неправителствени организации в рамките на спора за проблемите на глобализацията и в контекста на антиглобалисткото движение. Сложната система на СТО и сложността на материята, която се урежда налагат необходимостта от преодоляване на разминаването в приложението на Споразумението между индустриалните и развиващите се икономики.

## Достъп до животоспасяващи лекарства
Един от най-инфарктните въпроси, свързани със защитата правата на интелектуалната собственост е свързан с борбата с болестта СПИН на Африканския континент. Голяма част от анализаторите твърдят, че голям дял във формирането на цената на медикаментите за борба със смъртоносната болест се пада на цената на патентите, което на свой ред не е достатъчно за изменение на ТРИПС. В замяна на подобна ревизия през 2001 година е приета декларацията от Доха, която призовава държавите да не бъдат спъвани от разпоредбите на ТРИПС в случаи на сериозни здравни кризи. Оттогава Съедините щати и други държави, както и сдружението на фармацевтичните компании в САЩ се опитват да намалят ефекта от тази декларация. ТРИПС разрешава приложението на схемата за използване на патента без разрешение от притежателя на правото, при което националните правителства имат правото да издават лиценз за производство на дадено лекарство без изричното разрешение на собственика на патента му, в случай, че продуктът следва да се реализира предимно на местния пазар. Споразумение от 2003 г. допълнително отслаби контрола върху приложението за местния пазар, като позволява на развиващите се държави да изнасят подобни лекарства в трети държави, доколкото това не е част от тяхната търговска или индустриална политика.
В резултат на това през 2004 година по-голямата част от пречките, свързани с приложението на защитата на правата на интелектуалната собственост по отношение достъпа на евтини лекарства не се дължи на самото ТРИПС, а на мрежата от регионални търговски споразумения или от начина, по който самото Споразумение е залегнало в националното законодателство.
Не трябва обаче да се изпуска от внимание и фактът, че независимо от негативите около Споразумението, нерядко липсата на определени медикаменти се дължи не на друго, а на вътрешни причини – корупция, липса на инфраструктура. В подкрепа на това твърдение може да се изтъкне и факта, че голям брой патенти вече са с изтекъл срок на закрила и независимо от това въпросните медикаменти не могат да бъдат открити в много части на Африка. Същевременно предоставянето на патенти е единствената гаранция за изследователите и производителите на медикаменти, че инвестициите им ще бъдат възвърнати.

## Допълващи споразумения
Въпреки че изискванията към страните по ТРИПС са доста стриктни, от гледна точка на последователност редица лобистки групи намират пролуки в него и търсят допълнително начин за разширяване действието на правото на интелектуално собственост.
След приемането си през 1994 г., ТРИПС е допълвано неколкократно, като служи за основа за приемането на различни двустранни и многостранни споразумения. Създават се закони, които да предотвратяват възможността за заобикаляне разпоредбите на споразумението и за управление на ограниченията в цифровото пространство. Това се постига чрез приемането на Договорът за защита на авторските права на WIPO и Договорът на WIPO за възпроизвеждането и звукозаписите. Желанието да се ограничи възможността за използването на лицензи без разрешението на техния притежател води до включването на подобни разпоредби в актуалните търговски споразумения на Съединените щати с други страни.

## Microsoft и Европейската комисия
На 24 март 2004 г., по повод злоупотребата с монополно положение при производството на софтуер, Европейската комисия наложи на американската корпорация Майкрософт глоба в размер на 497,2 милиона евро. Фирмата желае да обжалва това решение както пред Европейския съд, така и с помощта на ТРИПС. В търсенето на благоприятен изход за себе си по отношение на казуса, корпорацията се натъква на два проблема: съгласно правилата на СТО единствено отделни държави имат правото да задействат механизма за уреждане на спорове, а отделни фирми нямат тази възможност; същевременно чл. 40 от ТРИПС съдържа следната разпоредба: „Нищо в това споразумение не следва да пречи на страните членки да предвидят в законодателството си лицензни дейности и условия, които в конкретни случаи могат да представляват злоупотреба с правата върху интелектуалната собственост, като въздействат неблагоприятно върху конкуренцията на съответния пазар. Както се отбелязва по-горе, страна членка може да приеме в съответствие с другите разпоредби на това споразумение подходящи мерки за предотвратяване или контрол на подобна дейност...“
Поради тези причини, във връзка с разпоредбата на чл. 40 е малко вероятно Майкрософт да докаже вина на Европейската комисия в този случай.